# قلب شیشه‌ای (ترانه)
قلب شیشه‌ای (به انگلیسی: Heart of Glass) دهمین ترانه از آلبوم سال ۱۹۷۸ بلاندی، خطوط موازی است. این ترانه به عنوان یک تک‌آهنگ عرضه شد و به شهرت بسیار بالایی رسید، و در بسیاری از کشورها از جمله ایالات متحده و بریتانیا به رتبهٔ یک رسید.

## افتخارات
این ترانه در برنامهٔ ۱۰۰ آهنگ برتر دنس در راک اند رول در رتبهٔ ۷۹ قرار گرفت.